# Bryn Haworth
Bryn Haworth (* 29. července 1948 Darwen, Anglie) je britský zpěvák a kytarista.
V šedesátých letech byl členem skupiny The Fleur de Lys. Své první album vydal až v roce 1974 po podepsání smlouvy s vydavatelstvím Island Records, nazval ho Let the Days Go By a vedle jiných na něm hráli klávesista John Bundrick, baskytarista Gordon Haskell a saxofonista Mel Collins. Právě Haskell s ním dříve působil v kapele The Fleur de Lys. Druhé album Sunny Side of the Street následovalo v roce 1975. Později vydal řadu dalších alb nejprve pro Island a později pro A&M Records.
V roce 1974 hrál na albu Johna Calea nazvaném Fear jako jeden hráčů na slide kytary ve skladbě „Momamma Scuba“. Rovněž hrál na několika albech Gerryho Raffertyho a odehrál několik koncertů jako člen skupiny Cliffa Richarda.